# 索斯尼夫卡 (新普斯科夫區)
49°46′19″N 38°58′1″E / 49.77194°N 38.96694°E
索斯尼夫卡（烏克蘭語：Соснівка）是位於烏克蘭東部的村莊，由盧甘斯克州舊比利斯克區的比洛盧齊克市鎮負責管轄。該村始建於1823年，面積2.43平方公里，海拔高度74米，2001年人口276，人口密度每平方公里113.6人。